# The Nest
The Nest és una pel·lícula de drama psicològic del 2020 escrita, dirigida i produïda per Sean Durkin. La pel·lícula és protagonitzada per Jude Law, Carrie Coon, Charlie Shotwell, Oona Roche i Adeel Akhtar. S'ha doblat i subtitulat al català.
El projecte es va anunciar l'abril de 2018, amb Jude Law i Carrie Coon com a protagonistes i Sean Durkin com a director i guionista. El rodatge va començar el setembre de 2018 al Canadà durant una setmana abans de traslladar-se a Anglaterra.
Es va projectar per primer cop al Festival de Cinema de Sundance el 26 de gener de 2020 i es va estrenar als Estats Units i al Canadà el 18 de setembre de 2020 a càrrec d'IFC Films i Elevation Pictures respectivament.